# Позаземна гіпотеза походження НЛО

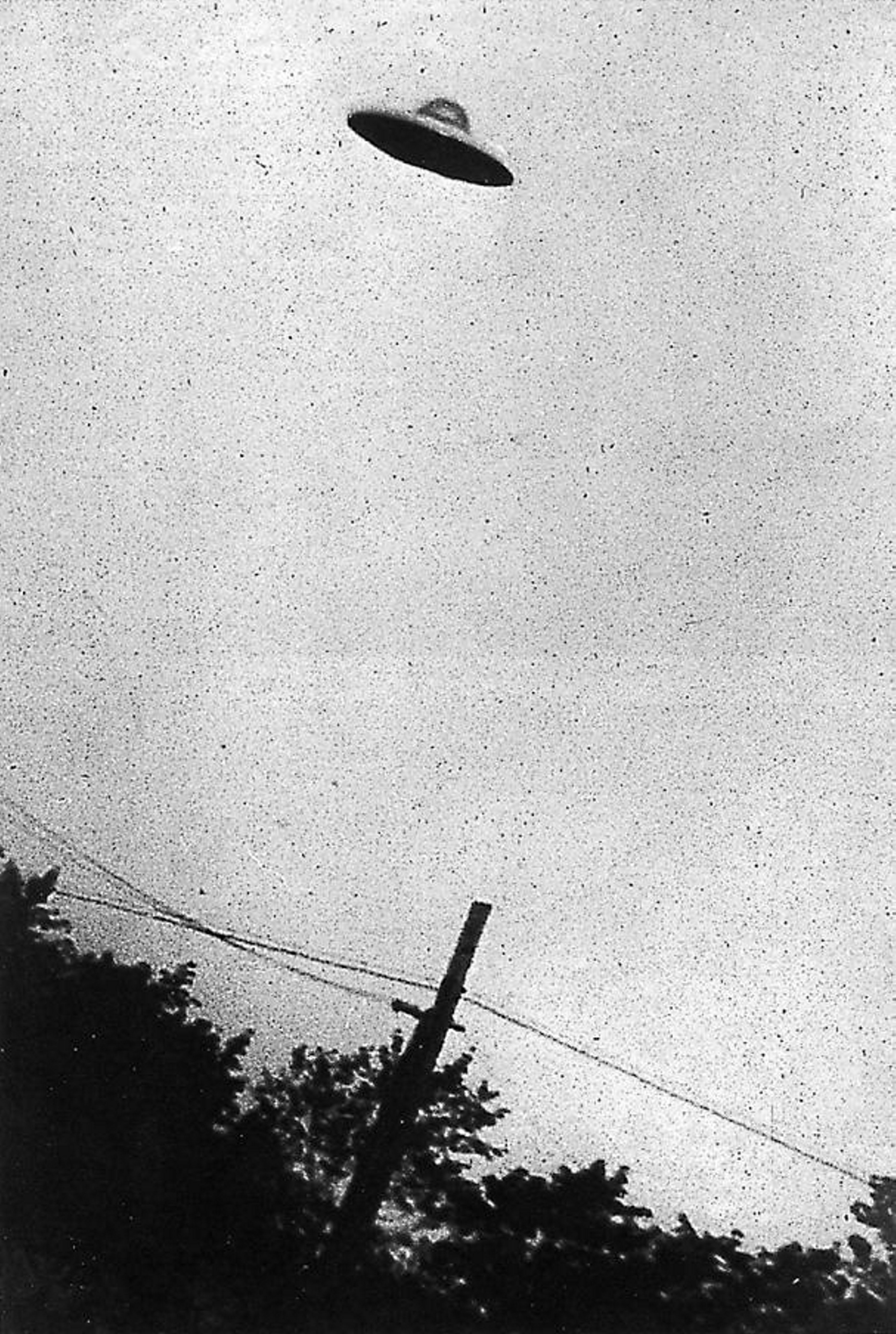

Позаземна гіпотеза походження НЛО — гіпотеза про те, що деякі непізнані літаючі об'єкти (НЛО) найкраще пояснюються як позаземне життя або прибульці з інших планет чи космічних апаратів, які фізично відвідують Землю.
Походження терміна достеменно невідоме, але його використання у друкованих матеріалах про НЛО згадується принаймні з другої половини 1960-х рр. Французький уфолог Жак Валле використовував його у своїй книзі 1966 р. «Виклик науці: загадки НЛО». Він згадується в публікації французького інженера Еме Мішель в 1967 р. Д-р Джеймс Е. Макдональд на симпозіумі березня 1968 р. і Макдональда і Джеймса Хардера під час свідчення в Конгресі комітету з науки і астронавтики в липні 1968-го. Скептик Філіп Клас використовував його у своїй книзі 1968 р. «НЛО — ідентифіковані», а у 1969 р. фізик Едвард Кондон визначив позаземну гіпотезу як «ідею, що деякі НЛО можуть бути відправленими космічними апаратами на Землю іншою цивілізацією у просторі, крім землі, або на планеті, пов'язаною з більш далекою зіркою», під час презентації результатів численних дискусій щодо доповіді Кондона. Гіпотетично термін міг згадуватися і раніше, але в іншій словесній інтепретацій, якщо допустити, що згадки про НЛО у давні часи є правдивими.